# Enantioselektivní redukce ketonů
Enantioselektivní redukce ketonů jsou organické reakce, při kterých se mění prochirální ketony na chirální a neracemické alkoholy. Využití mají v přípravách alkoholů s danou stereochemií.
Redukce karbonylových sloučenin, spočívající v adicích H2 na dvojné vazby uhlík-kyslík, vytvářejí sekundární alkoholy. Ke stechiometrickým redukčním činidlům použitelným k těmto účelům patří hydrid lithno-hlinitý, borohydrid sodný, alkoxyborohydridy, alkoxyhlinité hydridy a borany. Výzkum enantioselektivních redukcí ketonů se nejprve zaměřoval na chirální a neracemická redukční činidla. I když se se stechiometrickými chirálními redukčními činidly často dosahuje vysoké enantioselektivity, tak je potřeba stechiometrického množství chirální sloučeniny nedostatkem.
Katalytické asymetrické redukce ketonů lze provést pomocí katalytických množství oxazaborolidinů ve spojení s boranem nebo katecholboranem jako stechiometrickými redukčními činidly. Oxazaborolidiny se stále používají na redukce jednoduchých ketonů.
Později se snahy o enantioselektivní redukci zaměřovaly na vývoj reakcí katalyzovaných přechodnými kovy, využívajících nepříliš nákladná redukční činidla, například plynný vodík (H2), kyselinu mravenčí (HCO2H) nebo isopropylalkohol ((CH3)2CHOH). Kyselina mravenčí a isopropylalkohol jsou zapojovány do přenosových hydrogenací, při nichž se přenáší H2 z redukčního činidla na substrát. Asymetrické indukce se zde dosahuje pomocí katalytických množství ligandů v podobě chirálních Lewisových zásad. U ketonů, které mohou s kovovými katalyzátory vytvářet cheláty bývají často enantioselektivity redukcí katalyzovaných kovy vyšší a vedlejší reakce méně výrazné než u odpovídajících redukcí oxazaborolidiny.
(1)

## Mechanismus a stereochemie

### Oxazaborolidinové redukce
Mechanismus redukcí oxazaborolidiny byl podpořen ab initio výpočty. Koordinací boranu na dusíkový atom oxazaborolidinu vznikne komplex I, na který se poté naváže molekula ketonu za tvorby meziproduktu II. V přechodném stavu přenosu hydridu (II → III) se substituent ketonu odkloní a zamezí se tím sterickým interakcím se skupinou R u oxazaborolidinu. Po přesunu hydridu komplex III uvolní produkt a koordinuje se s druhou molekulou boranu.
(2)

### Redukce katalyzované přechodnými kovy
Redukce katalyzované přechodnými kovy mohou probíhat několika různými mechanismy, které závisí na použitém reduktantu a kovu. Nezávisle na konkrétním mechanismu určují druh a míru enantioselektivity prostorové vlastnosti chirálního ligandu navázaného na kov. Byl vyvinut spolehlivý stereochemický model redukcí využívajících BINAP ligandy. Po chelataci BINAP na kov, například ruthenium, se fenylové skupiny navázané na fosfor nachází v pseudoaxiálních nebo psudeoeqkvatoriálních pozicích. Pseudoekvatoriální fenyly ovlivňují převažující vazebnou konformaci chelatovaných ketonů (například α-aminoketonů nebo β-ketoesterů). Keton se obvykle nachází v otevřenějších oblastech a hydrid se tak navazuje převážně na jednu stranu ketonu. C2 symetrie koordinačního prostoru zajišťuje, že pro katalyzátor je dostupná pouze jedna strana ketonu.
(3)

## Rozsah a omezení

### Stechiometrické redukce s chirálními hydridy
Hydrid lithno-hlinitý pozměněný chirálními alkoxidovými ligandy lze použít na přípravu chirálních alkoholů s dobrou výtěžností i enantioselektivitou. Chelatující ligandy, jako je například BINOL, mohou zabránit disproporcionacím. Na hydrid lithno-hlinitý mohou být navázány také chirální diaminy a aminoalkoholy.
(4)
V enantioselektivních redukcích se dají použít i chirální borohydridy, obsahující například aminokyselinové ligandy, umožňující provádět reakce s vysokou selektivitou.
(5)
Chirální alkylborohydridy lze získat diastereoselektivními hydroboracemi chirálních alkenů; v enantioselektivních redukcích byly použity borany odvozené od pinenu. Produkty takovýchto redukcí bývají neutrální alkoxyborany.
(6)

### Katalytické redukce ketonů
Při použití boranů nebo katecholboranů jako stechiometrických redukčních činidel se k enantioselektivním redukcím dají použít chirální oxazaborolidinové katalyzátory. Katecholborany mohou být náhradou aduktů boranů s Lewiovými zásadami.
(7)
Redukce prostřednictvím přenosu vodíku z jedné organické molekuly na jinou se označují jako přenosové hydrogenace. Z ketonů takto vznikají sekundární alkoholy, (proces se nazývá Meerweinova–Ponndorfova–Verleyova redukce) za přítomnosti chirálních kovových katalyzátorů mohou být enantioselektivní. Sloučeniny ruthenia ve spojení s chirálními diaminy mohou například katalyzovat enantioselektivní hydrogenace arylketonů isopropylalkoholem. Byla také prozkoumána katalýza samaritými, iridnými a rhodnými sloučeninami.
(8)
Redukčními činidly mohou být i kyselina mravenčí a její soli. Jednoduché arylketony se redukují enantioselektivně při použití chirálních aminoalkoholových ligandů.
(9)
Katalyzátory založené na přechodných kovech je možné využít i na redukce plynným vodíkem. Ketony obsahující chelatující skupiny se redukují enantioselektivně při použití chirálního Ru(BINAP) katalyzátoru. Konfigurace nových stereocenter lze předvídat pomocí stereochemického modelu vyvinutého pro redukce s BINAP (viz rovnici (3) výše).
(10)
Také se dají použít hydrosilylace a následné hydrolýzy silyletherů; nejčastějšími katalyzátory hydrosilylací jsou zde rhodné a rhodité soli. Asymetrickou indukci zajišťují chirální PYBOX ligandy.
(11)

### Enzymatické redukce
Mikroorganismy redukují některé jednoduché ketony s velmi vysokou enantioselektivitou. K enzymatické redukci se nejčastěji používají kvasinky, lze však využít i jiné mikroorganismy. Tvorba „nepřirozených“ redukovaných enantiomerů je většinou obtížná.
(12)

## Reakční podmínky
(13)
(S,S)-1,2-difenylethylendiamin (122) (7,5 mg, 0,035 mmol), 0,5M roztok KOH v propan-2-olu (140 μl, 0,070 mmol) byly přidány k propan-2-olu (10 ml) a směs byla odplyněna. K roztoku se přidal RuCl2[(S)-BINAP](dmf)n (269) (33,1 mg, 0,035 mmol) a vzniklá směs byla po 10 minut vystavena ultrazvuku a použita jako katalyzátor. Roztok 1-acetonaftonu (30,0 g, 176 mmol) v propan-2-olu (90 ml) byl odplyněn. Po přemístění obou roztoků do skleněného autoklávu byl přidán plynný vodík o tlaku 8 atm a směs promíchávána při 28 °C po 24 hodin. Následně se za sníženého tlaku oddělilo rozpouštědlo a zbytek prošel destilací, čímž byl získán (R)-1-(1-naftyl)ethanol (27,90 g, 92% výtěžnost, enantiomerní přebytek 95 %) o teplotě varu 98–100 °C při 0,5 mmHg, [α]25D + 75,8° (c 0,99, diethylether) (lit. (270) [α]25D + 82,1° (c 1,0, diethylether)). Čistota, určená pomocí 1H NMR, dosahovala více než 99 %.
1H NMR (CDCl3/TMS): δ 1,64 (d, J =
6 Hz, 3 H), 1,95 (bs, 1 H), 5,64 (q, J = 6 Hz, 1 H), 7,43–8,10 (m, 7 H); 13C NMR
(CDCl3/TMS): δ 25,50, 70,56, 123,9, 124,1, 126,5, 126,8, 128,2, 128,9, 132,6, 134,0,
134,4, 142,8.